# Convention internationale sur l'assistance alimentaire
- Partie à la Convention
- Partie à la Convention, membre de l'UE
- Signé mais pas ratifié
- Signé mais pas ratifié, membre de l'UE
- Potentielle
- Potentielle, membre de l'UE

 Voir le traité sur Wikisource
La Convention sur l'assistance alimentaire est un traité international, adopté le 25 avril 2012 à Londres . Le traité vise à «répondre aux besoins alimentaires et nutritionnels des populations les plus vulnérables» et comprend des mécanismes de partage d'informations et d'enregistrement des engagements pris en faveur de cette assistance. Le traité est entré en vigueur le 1er janvier 2013.

## Contexte
La convention est une version renégociée de la Convention sur l'aide alimentaire du Programme alimentaire mondial ; le seul traité international juridiquement contraignant sur l'aide alimentaire existant jusqu'alors. La Convention sur l'aide alimentaire ne se concentre cependant que sur un nombre limité de denrées alimentaires (exprimées en tonnes équivalent blé), tandis que la Convention sur l'assistance alimentaire se concentre sur les aliments nutritifs en général et laisse aux parties à la convention le soin de prendre des engagements équivalent blé ou en termes monétaires.

## Négociations
Les négociations ont eu lieu dans le cadre des rencontres des États signataires de la convention sur l’aide alimentaire;  les pays bénéficiaires et la société civile ont été laissés de côté, ce qui a été critiqué.

## Signature et entrée en vigueur
La convention a été ouverte à la signature du 11 juin au 31 décembre 2012 pour 34 États ainsi que l'Union européenne. À partir de 2013, il a été ouvert à l'adhésion à tous les États et territoires douaniers qui n'ont pas signé la convention. La convention est entrée en vigueur le 1er janvier 2013, car ratifiée par cinq signataires à l'époque. Depuis septembre 2018, l'Australie, l'Autriche, le Canada, le Danemark, l'Union européenne, la Finlande, la France, le Japon, le Luxembourg, l'État de Palestine, la Russie, la Slovénie, la Corée du Sud, l'Espagne, la Suède, la Suisse et les États-Unis sont devenus parties à le traité. Les États qui ont signé mais non ratifié sont la Bulgarie, l'Allemagne et le Portugal.